# 11521 Erikson
11521 Erikson (1991 GE9) là một tiểu hành tinh vành đai chính được phát hiện ngày 10 tháng 4 năm 1991 bởi E. W. Elst ở Đài thiên văn Nam Âu.